# Новый лейборизм

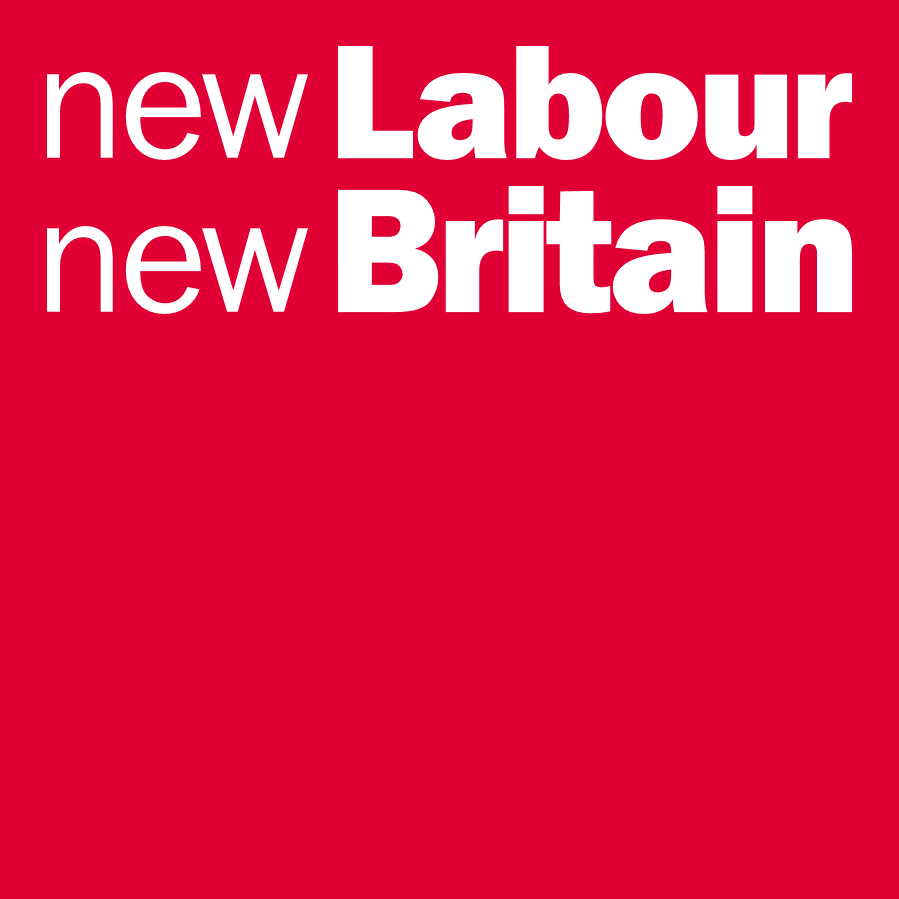
Логотип Нового лейборизма: «Новый лейборизм, новая Британия»

Но́вый лейбори́зм (англ. New Labour) — период в истории британской Лейбористской партии с 1994 по 2010 годы, когда во главе партии стояли Тони Блэр и Гордон Браун.
Название произошло от лозунга, впервые использованного партией в 1994 году, и который позже появился в проекте манифеста, опубликованного в 1996 году, под названием «New Labour, New Life For Britain» («Новый лейборизм, новая жизнь для Британии»). Он был представлен как бренд для реформированной партии, которая изменила IV Пункт партийной конституции (призывавший к социализму) и открыто перешла к поддержке рыночной экономики.
Бренд был разработан, чтобы отмежеваться от «Старого лейборизма», с его связью между профсоюзами и государством, и для привлечения избирателей «среднего класса». В частности, широко пропагандировал бренд Алистер Кэмпбелл, директор по связям с общественностью в администрации Блэра, который использовал свой опыт работы в журналистике, чтобы добиться положительного отношения к партии в СМИ. Продолжая усилия прежних лидеров партии Нила Киннока и Джона Смита, партия под брендом «Нового лейборизма» пыталась расширить свою электоральную базу и, к выборам 1997 года, добилась значительных успехов среди верхних и средних классов. Партия также достигла успехов на выборах 2001 и 2005 годов. Бренд был оставлен в 2010 году.
«Новый Лейборизм» стал результатом усилий автора Энтони Кросленда, партийных руководителей Тони Блэра и Гордона Брауна, и организаторов предвыборных кампаний Питера Мендельсона и Алистера Кэмпбелла.
Политическая философия основывалась на идеях Энтони Гидденса о «третьем пути», который должен был обеспечить синтез капитализма и социализма. Партия стала призывать к «социальной справедливости», а не к «социальному равенству», с акцентом на «равенство возможностей», и подчеркивала пользу свободного рынка, как механизма достижения экономической эффективности и социальной справедливости. Профсоюзный деятель и журналист Джимми Рейд подверг это критике, утверждая что открытая поддержка лейбористами рыночной экономики лишь уменьшила социальную справедливость в стране.

## Политическая философия
Новые лейбористы разработали «третий путь», центристскую платформу, «альтернативу капитализму и социализму». Идеология была разработана, чтобы представить партию прогрессивной и привлечь избирателей со всего политического спектра.

### Социальная справедливость
Новые лейбористы стали подчеркивать важность социальной справедливости нежели равенства, которое было в центре внимания предыдущих деятелей партии, и стало отстаивать мнение, что социальная справедливость и рыночная экономика не являются взаимоисключающими. Традиционная привязанность партии к идеологии равенства была оставлена: «равенство возможностей» стало приоритетом над «равенством доходов». «Комиссия по социальной справедливости», созданная Джоном Смитом, заявила в 1994 году, что ценности социальной справедливости были следующими: «равная ценность граждан, равные права на возможность удовлетворить свои основные потребности, потребность использовать свои возможности как можно шире, и необходимость устранения необоснованного неравенства». Партия стала рассматривать социальную справедливость, прежде всего, как необходимость дать гражданам равные политические и экономические свободы. Это включало в себя необходимость равного распределения возможностей, с оговоркой, что не стоит отбирать что-то у успешных людей, чтобы давать неуспешным.

### Экономика
Новые лейбористы подчеркивали экономическую эффективность свободного рынка и заявили, что при капитализме можно достичь целей социализма, сохраняя при этом эффективность капитализма. Также утверждалось, что рынок полезен тем, что даёт власть потребителям и позволяет гражданам принимать свои собственные решения и действовать ответственно. Партия стала утверждать, что государственная собственность является неэффективной, и находясь у власти стала опираться на партнерство государства и частного бизнеса.

## Оценка результатов
В 2002 году Энтони Гидденс, который являлся одной из ключевых фигур в развитии идеи «третьего пути» отметил, что  непосредственно «раскручивание» идеи оказалось слабым и было одним из самых больших провалов правительства. Однако идеолог концепции отметил большие достижения Лейбористской партии в социальной сфере, справедливом перераспределении материальных благ и достижения в сфере образования. Реформы Блэра в области образования отмечены результатами в виде высокого роста успеваемости учеников – в 2010 году около 76% учеников получили высокие баллы в сертификатах о среднем образовании по сравнению с 45% в 1997 году. Деятельность лейбористов, связанная с введением налоговых льгот, существенным образом помогла уменьшить количество людей живущих за чертой бедности и снизить финансовую нагрузку на малообеспеченные семьи. С 1997 по 2010 гг. наблюдалось снижение количества пенсионеров, живущих в относительной бедности (от нескольких сотен тысяч до миллиона). Снизились и показатели абсолютной бедности- число детей и пенсионеров, живущих в бедности, сократилось более чем на несколько миллионов. Британский Институт финансовых исследований отмечает, что реформы Новых лейбористов привели к ежегодному увеличению расходов на пособия для семей с детьми на 18 миллиардов фунтов стерлингов и ежегодному увеличению пособий пенсионерам на 11 миллиардов фунтов стерлингов к 2010–2011 годам.
Издание The Scotsman  пыталось критиковать с популистских позиций  «Новых лейбористов». В газете  утверждалось, что стремление лейбористов к «динамичной рыночной экономике» было способом укрепления рыночной экономики, а не достижения социальной справедливости. Утверждалось, что социальная повестка правительства Клемента Эттли, прерванная Маргарет Тэтчер, так и не была возрождена «Новыми лейбористами». Газета утверждала, что при «Новом лейборизме» социальное неравенство лишь усилилось, и что усилия лейбористов по привлечению голосов лишь привели к тому, что идеология партии сместилась вправо.